# Maringué (Distrikt)
Maringué ist ein Distrikt der Provinz Sofala in Mosambik mit der Hauptstadt Maringué. Der Distrikt grenzt im Norden an den Distrikt Chemba, im Westen an die Provinz Manica (mit den Distrikten Macossa und Tambara), im Süden an die Distrikte Gorongosa und Cheringoma und im Osten an die Distrikte Caia und Chemba.

## Geographie
Der Distrikt Maringué ist 6149 Quadratkilometer groß und hat 86.738 Einwohner (Stand 2013).
Das Gebiet liegt westlich des Sambesi-Tales und ist hügelig mit Höhen zwischen 200 und 1000 Meter. Der größte Fluss ist der Nhamapadza, er mündet ebenso wie die Flüsse Fudja, Nhanzuazua, Sambeza, Pundza und Mupa in den Sambesi. Alle Flüsse führen nur in der Regenzeit Wasser. Die Regenzeit dauert von November bis April, hier fallen monatlich 100 bis 200 Millimeter Regen und die Durchschnittstemperatur ist über 27 Grad Celsius. In der Trockenzeit von Mai bis Oktober fallen monatlich 10 bis 30 Millimeter Niederschlag, die Durchschnittstemperatur ist knapp über 20 Grad Celsius.
|                        | Jan  | Feb  | Mär  | Apr  | Mai  | Jun  | Jul  | Aug  | Sep  | Okt  | Nov  | Dez  |   |      |
| Mittl. Temperatur (°C) | 27,2 | 27   | 28,1 | 25   | 22,8 | 20,7 | 20,4 | 21,9 | 24,4 | 27,1 | 27,3 | 27,1 | ⌀ | 24,9 |
| Mittl. Tagesmax. (°C)  | 33,1 | 32,7 | 31,8 | 31,1 | 29,4 | 27,5 | 27,3 | 29,2 | 31,8 | 34,9 | 34,3 | 33,0 | ⌀ | 31,3 |
| Mittl. Tagesmin. (°C)  | 21,3 | 21,3 | 20,5 | 19   | 15,9 | 14   | 13,5 | 14,5 | 17,1 | 19,3 | 20,4 | 20,7 | ⌀ | 18,1 |
|                        |      |      |      |      |      |      |      |      |      |      |      |      |   |      |
| Niederschlag (mm)      | 224  | 204  | 156  | 59   | 29   | 28   | 23   | 18   | 11   | 22   | 93   | 186  | Σ | 1053 |

| 21,3 |

| 21,3 |

| 20,5 |

| 19 |

| 15,9 |

| 14 |

| 13,5 |

| 14,5 |

| 17,1 |

| 19,3 |

| 20,4 |

| 20,7 |

| 21,3 |

| 21,3 |

| 20,5 |

| 19 |

| 15,9 |

| 14 |

| 13,5 |

| 14,5 |

| 17,1 |

| 19,3 |

| 20,4 |

| 20,7 |

| N i e d e r s c h l a g | 224 | 204 | 156 | 59  | 29  | 28  | 23  | 18  | 11  | 22  | 93  | 186 |
|                         | Jan | Feb | Mär | Apr | Mai | Jun | Jul | Aug | Sep | Okt | Nov | Dez |

## Geschichte
Das Gebiet von Maringué wurde zwischen dem 3. und 7. Jahrhundert vor Christus von Bantu bevölkert. Sie lebten von der Landwirtschaft und bauten Eisen ab. 1325 besetzten die Macaranga das Territorium und ordneten es dem Königreich Báruè zu. Im Jahr 1836 griff Soshangane Manica und Sofala an und gliederte sie in sein Königreich Gaza ein. Die Portugiesen interessierten sich seit 1607 für das Gebiet, vor allem wegen seiner Silberminen. Sie verteilten Land an portugiesische Siedler, die Kontrolle über das Land erhielten sie aber erst am Ende des 19. Jahrhunderts. Zwischen 1895 und 1970 unterstand der heutige Bezirk Maringué den zwei Distrikten Chemba und Gorongosa.

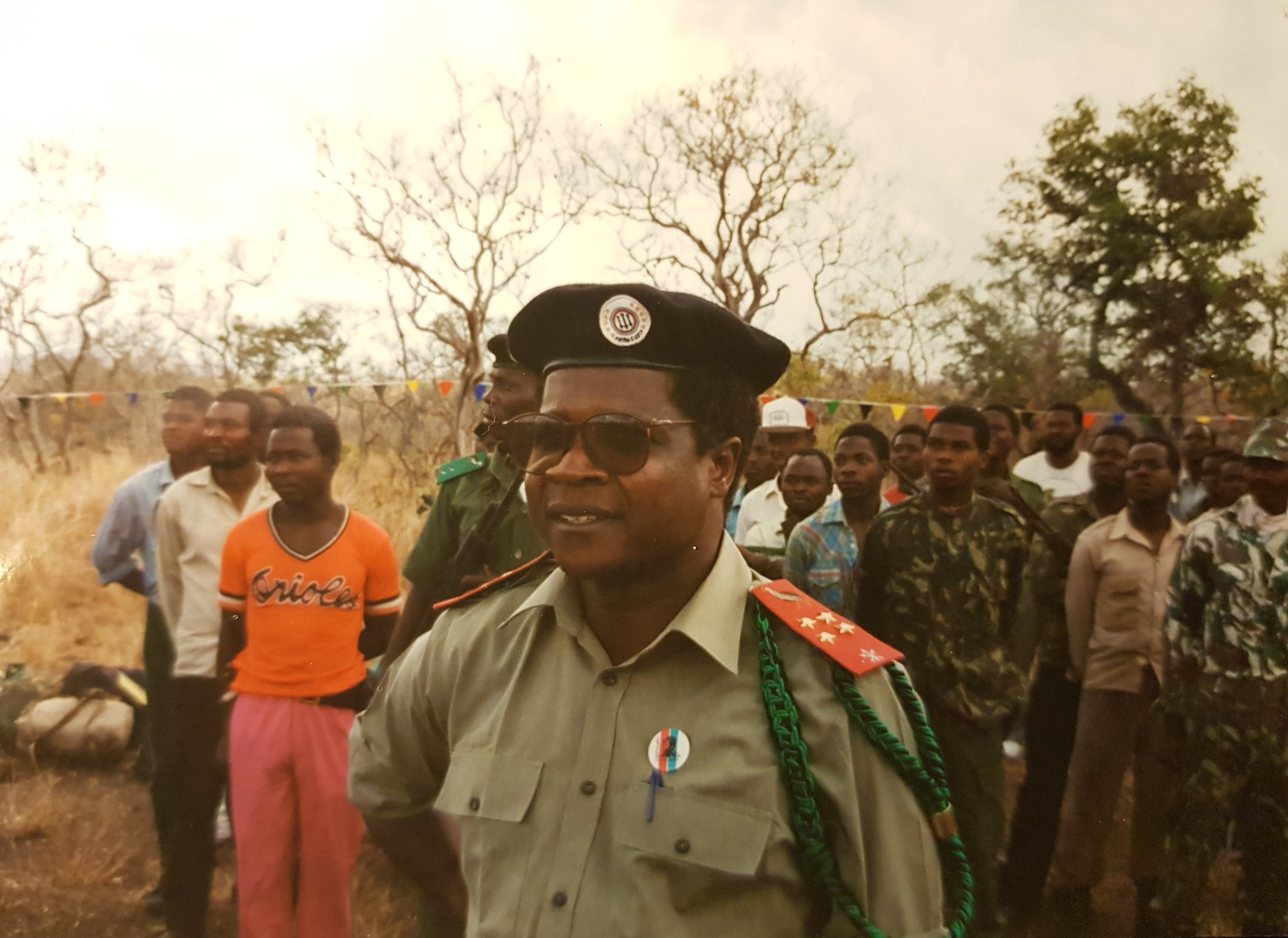
Renamo-Führer Afonso Dhlakama in Maringué

Die 1976 gegründete Widerstandsbewegung Renamo, die 1992 nach einem Friedensabkommen größte Oppositionspartei in Mosambik wurde, hatte ihr Hauptquartier in Maringué.
Der Name Maringué leitet sich vom Bach „M'phata“ her, der in der Landessprache „Marorongue“ heißt. Dies wurde von den Portugiesen als Maringué ausgesprochen.

## Bevölkerung
Die Bevölkerung ist sehr jung, 23 Prozent der Bevölkerung ist unter fünf Jahre alt, 31 Prozent sind zwischen fünf und vierzehn Jahren (Stand 2013). Die dominierende Muttersprache ist Ndau (auch Cindau oder Chindau genannt), 92 Prozent der Bevölkerung über fünf Jahren sprechen kein portugiesisch (Stand 2005). Die Analphabetenrate ist sehr hoch, speziell bei älteren Frauen:

## Einrichtungen und Dienstleistungen
In Distrikt befinden sich (Stand 2013) 83 Grundschulen (Primárias) und fünf weiterführende Schulen (Secundárias). Von den Grundschulen sind 59 öffentliche Schulen und 24 Privatschulen, von den weiterführenden Schulen sind alle öffentlich.
In Maringué gibt es sechs Gesundheitszentren und eine Gemeinschaftspraxis.

## Verwaltungsgliederung
Der Distrikt Maringué ist in drei Verwaltungsposten (postos administrativos) gegliedert:
- Maringué-Sede
- Canxixe
- Subuè[12]

## Wirtschaft und Infrastruktur
Im Jahr 2007 besaßen 52 Prozent der Haushalte ein Radio und 0,6 Prozent einen Fernseher, 56 Prozent besaßen ein Fahrrad und 0,3 Prozent ein Auto.

### Landwirtschaft
Im Jahr 2010 gab es 14.113 Bauernhöfe, die Grundnahrungsmittel anbauten. 85 Prozent dieser Betriebe werden von Familien mit drei oder mehr Familienmitgliedern bewirtschaftet, 57 Prozent sind weniger als ein halbes Hektar groß. Hauptsächlich angebaut werden Mais, Hirse (Perlhirse, Sorghum), Maniok, Bohnen, Erdnüsse und Süßkartoffeln.
| Die zur Anzeige dieser Grafik verwendete Erweiterung wurde dauerhaft deaktiviert. Wir arbeiten aktuell daran, diese und weitere betroffene Grafiken auf ein neues Format umzustellen. (Mehr dazu) | Die zur Anzeige dieser Grafik verwendete Erweiterung wurde dauerhaft deaktiviert. Wir arbeiten aktuell daran, diese und weitere betroffene Grafiken auf ein neues Format umzustellen. (Mehr dazu) |

Neben dem Anbau gibt es im Distrikt auch Obst- und Cashewbäume sowie etwa 8.000 Vieh- und 12.000 Geflügelzüchter. Eine wichtige Möglichkeit, das Familieneinkommen aufzubessern, ist der Verkauf von Holz, Brennholz, Schilf und Kohle sowie der Erlös aus Jagd-, Fischerei- und Handwerkstätigkeiten.

### Bodenschätze
An Bodenschätzen wird im Distrikt Fluorit abgebaut.

### Verkehr

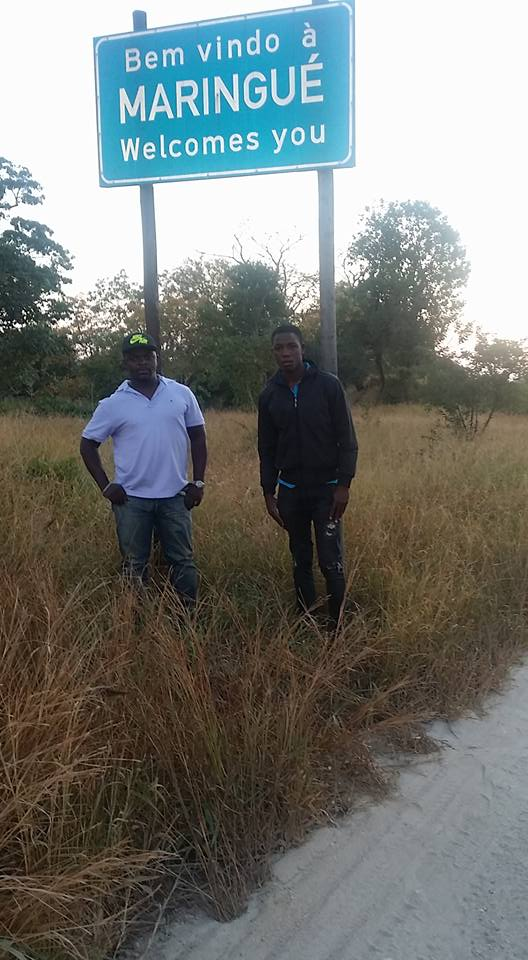
Straße nach Maringué

Durch den Distrikt verlaufen keine Nationalstraßen und keine Eisenbahnverbindungen.